# Izabela Pucu
Izabela Pucu (Niterói) é uma artista, pesquisadora e gestora cultural brasileira. Possui Doutorado em História e Crítica a Arte pela EBA-UFRJ. De 2008 a 2011 foi coordenadora de projetos do Parque Lage e, entre 2014 e 2016, foi diretora e curadora do Centro Municipal de Arte Hélio Oiticica Organizou livros como Roberto Pontual Obra Crítica (Prefeitura do Rio/Azougue, 2013) e Imediações: a Crítica de Wilson Coutinho (Funarte/Petrobras, 2008). Foi ainda curadora de exposições como, Osmar Dillon: Não Objetos Poéticos (2015), Relandscape/Repaisagem, de Ivan Henriques, e A Lágrima É Só o Suor do Cérebro, de Gustavo Speridião (2016).
Em 2019, o Instituto Tomie Ohtake publicou o catálogo da exposição AI-5 50 Anos: Ainda Não Terminou de Acabar, referente ao período da ditadura militar brasileira, com textos de Izabela e outros onze autores. Por este livro, ela ganhou em 2020 o Prêmio Jabuti na categoria "Artes".